# 헬레나 노르베리 호지
헬레나 노르베리 호지(스웨덴어: Helena Norberg Hodge, 1946년 2월 ~ )는 스웨덴 출신의 언어학자이자 에코페미니스트이며 에콜로지 및 문화를 위한 국제 협회(ISEC)의 발기인이자 대표이다.
본래 스웨덴과 영국의 런던 대학교에서 언어학을 수학하던 학생이었던 헬레나 노르베리-호지는, 1970년대 중반, 자신의 학위 논문을 위해 인도 북부에 위치한 라다크를 방문했다. 그는 논문을 위해 꾸준히 라다크와 외부를 드나드는 과정에서, 라다크의 문화와 철학에 매료되었다. 그러나 서구 문명의 유입 과정에서 라다크의 전통 문화와 가치관이 붕괴되는 것을 목격하고, 현대 산업사회를 비판하는 강연 활동을 펼치게 된다.
그는 《오래된 미래: 라다크로부터 배우다(Ancient Futures: Learning from Ladakh)》라는 저서로 유명하며 이 책은 30개국 언어로 번역되어 널리 읽히고 있다. 그는 1986년 대안적 노벨상이라 불리는 바른 생활상(Right Livelihood Award)를 받았으며 현재 에콜로지 및 문화를 위한 국제협회의 대표로서 생태 다양성을 유지하기 위한 노력을 펼치고 있다. 그는 또한 60명의 사회 활동가, 경제학자, 연구원, 작가들이 경제적 세계화에 관한 활동과 연구를 개최하는 세계화에 관한 국제 포럼(IFG)의 공동 발기인 중 한 명이기도 하다.

## 같이 보기
- 자연농법
  - 후쿠오카 마사노부 - 자연농법 창시자